# Estadio Olímpico Regional Arnaldo Busatto
El Estadio Olímpico Regional Arnaldo Busatto también conocido como Estadio Olímpico de Cascavel es un estadio de fútbol ubicado en la ciudad de Cascavel, estado de Paraná en Brasil, el recinto fue inaugurado el 10 de noviembre de 1982 y posee una capacidad para 28.125 espectadores. Albergó los partidos del Cascavel Esporte Clube hasta 2001 y desde entonces del Cascavel Clube Recreativo y del Futebol Clube Cascavel en el Campeonato Paranaense.
El estadio es propiedad del Ayuntamiento de Cascavel y lleva el nombre de Arnaldo Busatto, exconcejal y diputado federal. El partido inaugural se disputó el 10 de noviembre de 1982, cuando São Paulo FC venció a Cascavel EC por 1-0, el primer gol lo marcó Paulo César Camassuti del São Paulo. El récord de asistencia del estadio actualmente es de 35 000 asistentes, establecido en el partido inaugural.
Del 18 al 29 de enero del año 2000 el estadio fue sede del grupo B del Torneo Preolímpico Sudamericano Sub-23, donde jugaron las selecciones de Argentina, Bolivia, Paraguay, Perú y Uruguay.